# 安德烈村
安德烈村（匈牙利語：Endrefalva）是匈牙利诺格拉德州所辖的一个村。总面积13.23平方公里，总人口1314，人口密度99.3人/平方公里（2011年1月1日）。